# Повітряна військова техніка України
У статті наведено перелік військової, спеціальної та рятувальної повітряної техніки на озброєнні військових формувань і служб України.
Інформація про кількість техніки наведена станом на 2025 рік згідно з Military Balance 2024  та World air forces 2025 а також інших джерел.

## Авіація повітряних сил

Емблема Повітряних сил Збройних сил України

Повітряні Сили Збройних Сил України — одна з головних складових бойового потенціалу Збройних сил України. Цей високоманеврений вид Збройних сил призначений для охорони та оборони повітряного простору держави, особливо важливих та стратегічних державних об'єктів, ураження з повітря об'єктів противника, авіаційної підтримки своїх військ (сил), висадки повітряних десантів, повітряного перевезення військ і матеріальних засобів та ведення повітряної розвідки.
| Назва                 | Зображення | Походження        | Тип                                      | Модель                                                                           | Кількість                                                              | Зауваження |
| Винищувачі            | Винищувачі | Винищувачі        | Винищувачі                               | Винищувачі                                                                       | Винищувачі                                                             | Винищувачі |
| --------------------- | ---------- | ----------------- | ---------------------------------------- | -------------------------------------------------------------------------------- | ---------------------------------------------------------------------- | --- |
| F-16                  |            | США               | багатоцільовий винищувач                 | F-16 Block 20 MLU                                                                | ~24                                                                    | Ще 60 надійдуть у 2025 році. Всього Україна має отримати щонайменше 95 винищувачів від Бельгії, Данії, Нідерландів та Норвегії                           |
| Dassault Mirage 2000  |            | Франція           | багатоцільовий винищувач                 | Mirage 2000-5F                                                                   | до 20                                                                  | 6 лютого 2025 року перші французькі багатоцільові винищувачі Mirage 2000-5F прибули в Україну.                                                           |
| МіГ-29                |            | СРСР              | багатоцільовий винищувач                 | МіГ-29СМіГ-29АМіГ-29УБМіГ-29МУ1МіГ-29МУ2                                         | 24 (дані Military Balance) 45 (дані World air forces)                  | |
| Су-27                 |            | СРСР              | багатоцільовий винищувач                 | Су-27УБ1МСу-27УП1МСу-27С1МСу-27П1М                                               | 23                                                                     | |
| Ударна авіація        |            |                   |                                          |                                                                                  |                                                                        | |
| Су-24                 |            | СРСР              | фронтовий бомбардувальник                | Су-24М Су-24МР                                                                   | 5 Су-24М, 8 Су-24МР (дані Military Balance) 13 (дані World air forces) | |
| Су-25                 |            | СРСР              | штурмовик                                | Су-25УБСу-25КСу-25УТГСу-25М1Су-25УБМ1                                            | 17                                                                     | |
| Розвідувальні         |            |                   |                                          |                                                                                  |                                                                        | |
| Ан-30                 |            | Україна           | повітряна розвідка                       | Ан-30Б                                                                           | 3                                                                      | |
| Військово-транспортні |            |                   |                                          |                                                                                  |                                                                        | |
| Іл-76                 |            | СРСР              | важкий військово-транспортний літак      | Іл-76МД                                                                          | 7 неробочих (дані Military Balance) 0 (дані World air forces)          | |
| Ан-70                 |            | Україна           | важкий військово-транспортний літак      |                                                                                  | 1                                                                      | |
| Ан-26                 |            | Україна           | середній вантажний літак                 | Ан-26 — 7Ан-26Б — 1Ан-26Ш — 3Ан-26КПА (Ан-26АСЛК) — 2Ан-26РТ — 1Ан-26 «Віта» — 1 | 19                                                                     | |
| Ан-24                 |            | Україна           | пасажирський літак                       |                                                                                  | 3                                                                      | |
| Gulfstream G650       |            | США               | літак бізнес класу                       |                                                                                  | 1                                                                      | Вилучений у колишнього українського політика та водночас колаборанта Віктора Медведчука та переданий ЗСУ                                                 |
| Навчально-тренувальні |            |                   |                                          |                                                                                  |                                                                        | |
| Л-39 «Альбатрос»      |            | Чехія             | навчально-тренувальний літак             | Л-39МЛ-39С                                                                       | 42                                                                     | |
| МіГ-29УБ              |            | СРСР              | навчально-тренувальний літак             |                                                                                  | 8                                                                      | |
| Су-27УБ               |            | СРСР              | навчально-тренувальний літак             |                                                                                  | 6                                                                      | |
| Су-25                 |            | СРСР              | навчально-тренувальний літак             | Су-25УБСу-25КСу-25УТГСу-25М1                                                     | 4                                                                      | |
| Гелікоптери           |            |                   |                                          |                                                                                  |                                                                        | |
| Мі-8                  |            | СРСР              | багатоцільовий гелікоптер                | Мі-8МТ, Мі-8ВКПМі-8МСБМі-8МСБ-ВМі-17                                             | 15                                                                     | |
| БпЛА                  |            |                   |                                          |                                                                                  |                                                                        | |
| Bayraktar TB2         |            | Туреччина         | ударний оперативно-тактичний безпілотник |                                                                                  | 40                                                                     | |
| Інше                  |            |                   |                                          |                                                                                  |                                                                        | |
| SHARK                 |            | Чехія/ Словаччина | легкомоторний літак                      |                                                                                  | 1                                                                      | 22.06.2025 Україна отримала перший легкомоторний двомісний літак SHARK від чесько-словацької компанії SHARK.AERO, обладнаний антидроновим комплексом РЕБ |

## Армійська авіація

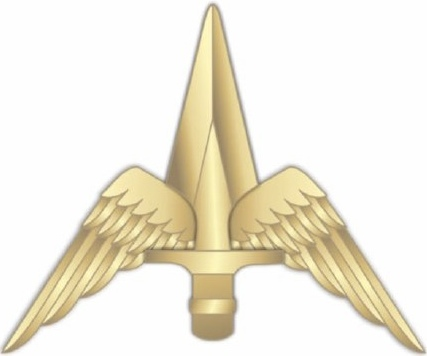
Емблема на комір, 2020 рік

На початку 1990-х років армійська авіація складалася з 7 полків бойових вертольотів, 2 транспортних полків та кількох окремих ескадрилей. На озброєнні перебувало близько 900 вертольотів Мі-2, Мі-6, Мі-8, Мі-26 і Мі-24 (250 одиниць).
1994 року більшість військових вертольотів увійшли до складу Сухопутних військ України як окремий рід військ — армійська авіація. На озброєнні Повітряних сил України перебувала тільки деяка кількість багатоцільових вертольотів Мі-8МТ.
У 2008 році на озброєнні Сухопутних військ України перебувало 72 вертольоти всіх типів (бойові, транспортно-бойові і транспортні).
| Назва                | Зображення  | Походження  | Тип                       | Модель                 | Кількість   | Зауваження |
| Гелікоптери          | Гелікоптери | Гелікоптери | Гелікоптери               | Гелікоптери            | Гелікоптери | Гелікоптери |
| -------------------- | ----------- | ----------- | ------------------------- | ---------------------- | ----------- | --- |
| Мі-24                |             | СРСР        | ударний гелікоптер        | Мі-24В МІ-24П МІ-24ПУ1 | 39          | |
| Мі-17/Мі-8           |             | СРСР        | багатоцільовий гелікоптер | Мі-8МТ Мі-8МСБ-В Мі-17 | 58          | |
| SA 330 Puma          |             | Франція     | багатоцільовий гелікоптер | SA 330 Puma Puma HC.2  | 8           | Португалія передала Україні 8 гелікоптерів SA-330 Puma Британія передасть Україні 8-10 гелікоптерів Puma HC.2 в 2025 році |
| AgustaWestland AW109 |             | Італія      | цивільний гелікоптер      | A109 E Power           | 1           | Вилучений у екснардепа та акціонера Костянтина Жеваго та переданий ЗСУ                                                    |
| Bo 105-Е4            |             | Німеччина   | багатоцільовий гелікоптер |                        |             | Міноборони України прийняло на постачання гелікоптер Bo 105-Е4                                                            |
| Мі-2                 |             | СРСР        | багатоцільовий гелікоптер | Мі-2МСБ-В              | 12          | Використовується в навчально-тренувальних цілях.                                                                          |

## Морська авіація

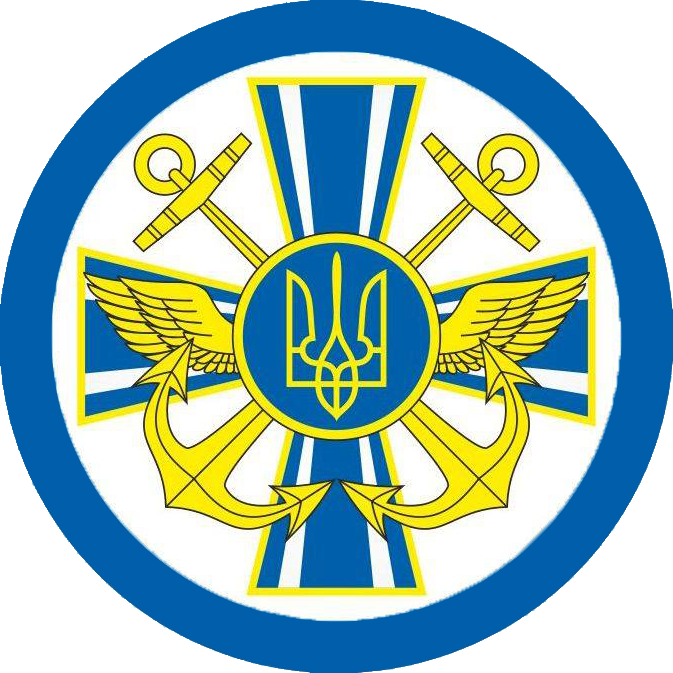
Емблема морської авіації ВМС України

Морська авіація України — рід сил у складі Військово-Морських Сил Збройних Сил України.
На мить створення 1992 року складалась з ракетоносної, штурмової, винищувальної, протичовнової, пошуково-рятувальної, транспортної і спеціальної авіації.
2012 року у складі ВМС ЗС України залишилась тільки одна морська авіаційна бригада, що розташовувалася в смт Новофедорівці поблизу м. Саки. Бригада складалась з двох ескадрилій: морської авіаційної та морської вертолітної. У морській авіації ВМС ЗС України відсутні бойові реактивні літаки. Останні штурмовики Су-25 під час реформування, були передані до складу ПС ЗС України. На ПС ЗС України також було покладено завдання з протиповітряної оборони Севастопольської бухти і місця перебування ВМС ЗС України.
| Назва                 | Зображення            | Походження            | Тип                                           | Модель                   | Кількість             | Зауваження                                                           |
| Військово-транспортні | Військово-транспортні | Військово-транспортні | Військово-транспортні                         | Військово-транспортні    | Військово-транспортні | Військово-транспортні                                                |
| --------------------- | --------------------- | --------------------- | --------------------------------------------- | ------------------------ | --------------------- | -------------------------------------------------------------------- |
| Ан-26                 |                       | Україна               | середній вантажний літак                      |                          | 2                     |                                                                      |
| Гелікоптери           |                       |                       |                                               |                          |                       |                                                                      |
| Sea King              |                       | Велика Британія       | пошуково-рятувальний гелікоптер               | Westland WS-61 Sea King  | 3                     | В 2024 році Німеччина передасть Україні 6 гелікоптерів Sea King Mk41 |
| Мі-14                 |                       | СРСР                  | протичовновий/пошуково-рятувальний гелікоптер | Мі-14ПС Мі-14ПЛМ Мі-14ПЛ | 4                     |                                                                      |
| Ка-27                 |                       | СРСР                  | протичовновий/пошуково-рятувальний гелікоптер |                          | 4                     | 5 на зберіганні                                                      |
| Ка-226                |                       | Росія                 | санітарний гелікоптер                         |                          | 1                     |                                                                      |
| Ударні безпілотники   |                       |                       |                                               |                          |                       |                                                                      |
| Bayraktar TB2         |                       | Туреччина             | Розвідувально-ударний безпілотний комплекс    |                          | 3                     |                                                                      |

## Авіація Міністерства внутрішніх справ
З метою оперативного та адекватного реагування на виклики та загрози, які стоять перед Українським суспільством, в системі МВС створена Система авіаційної безпеки населення.
В рамках побудови Системи використовуються як наявні літальні апарати (літаки Ан та гелікоптери Мі-2, Мі-8, ЕС-145) так і придбані в рамках контракту з компанією Airbus Helicopters гелікоптерів Н-125, Н-145 та Н-225.
Отримані в рамках контракту гелікоптери викорисстовуються в авіаційних підрозділах наступних органів: Державній службі з надзвичайних ситуацій, Державній прикордонній службі, Національній поліції та Національній гвардії.

Емблема Міністерства внутрішніх справ України

| Назва              | Зображення  | Походження   | Тип                                 | Модель           | Кількість   | Зауваження                |
| НГУ                | НГУ         | НГУ          | НГУ                                 | НГУ              | НГУ         | НГУ                       |
| Гелікоптери        | Гелікоптери | Гелікоптери  | Гелікоптери                         | Гелікоптери      | Гелікоптери | Гелікоптери               |
| ------------------ | ----------- | ------------ | ----------------------------------- | ---------------- | ----------- | ------------------------- |
| Airbus H225        |             | Франція      | багатоцільовий гелікоптер           | —                | 4           |                           |
| Airbus H125        |             | Франція      | багатоцільовий гелікоптер           | —                | 2           |                           |
| Мі-8               |             | СРСР Україна | багатоцільовий гелікоптер           | Мі-8МТ Мі-8МСБ-В | 7           |                           |
| Мі-2               |             | СРСР         | багатоцільовий гелікоптер           | Мі-2МСБ-2        | 1           |                           |
| Літаки             |             |              |                                     |                  |             |                           |
| Ан-26              |             | СРСР         | середній вантажний літак            | —                | 2           |                           |
| Ан-72              |             | СРСР         | середній вантажний літак            | Ан-72В/П         | 2           |                           |
| Ан-74              |             | СРСР         | середній вантажний літак            | —                | 1           |                           |
| БпЛА               |             |              |                                     |                  |             |                           |
| Фурія              |             | Україна      | розвідувальний безпілотний комплекс | —                | 100         |                           |
| FlyEye             |             | Польща       | розвідувальний безпілотний комплекс | —                |             |                           |
| RQ-11 Raven        |             | США          | розвідувальний безпілотний комплекс | RQ-11B           |             | На озброєнні з 2016 року. |
| Прикордонна служба |             |              |                                     |                  |             |                           |
| Гелікоптери        |             |              |                                     |                  |             |                           |
| Airbus H125        |             | Франція      | багатоцільовий гелікоптер           | —                | 12          |                           |
| Мі-8               |             | СРСР Україна | багатоцільовий гелікоптер           | Мі-8МТ Мі-8МСБ-В | 7           |                           |
| Літаки             |             |              |                                     |                  |             |                           |
| Ан-24              |             | СРСР         | середній вантажний літак            | Ан-24РВ          | 1           |                           |
| Diamond DA-40TDI   |             | Австрія      | патрульний літак                    | —                | 5           |                           |
| Diamond DA42       |             | Австрія      | патрульний літак                    | —                | 4           |                           |
| БпЛА               |             |              |                                     |                  |             |                           |
| «Spectator»        |             | Україна      | розвідувальний безпілотний комплекс | —                | 33          | На озброєнні з 2019 року. |
| АСУ-1 «Валькірія»  |             | Україна      | розвідувальний безпілотний комплекс | —                | 20          |                           |

## Авіація Головного управління розвідки Міністерства оборони

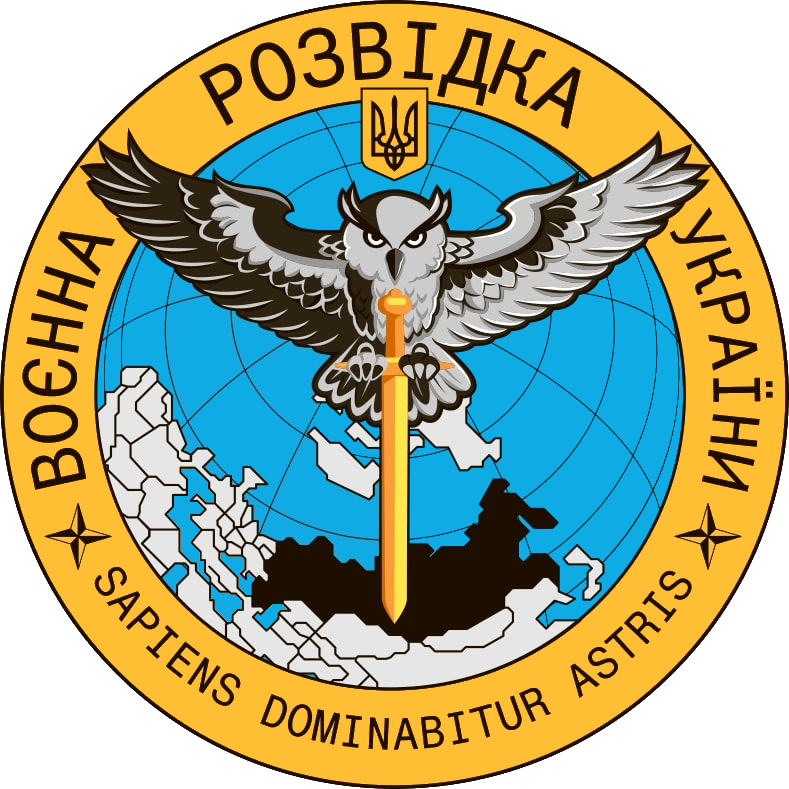
Емблема

Головне управління розвідки Міністерства оборони України (ГУР МОУ) - орган військової розвідки Міністерства оборони України, який здійснює розвідувальні функції у військовій, військово-політичній, військово-технічній, військово-економічній, інформаційній та екологічній сферах. 
На Головне управління розвідки Міністерства оборони України покладаються такі завдання: добування, аналітичне опрацювання та надання певним Законом України «Про розвідувальні органи України» органам державної влади розвідувальної інформації;
здійснення спеціальних заходів, спрямованих на підтримку національних інтересів та державної політики України в економічній, політичній, військовій, військово-технічній, екологічній та інформаційній сферах, зміцнення обороноздатності, економічного та науково-технічного розвитку, захисту та охорони державного кордону;
участь у боротьбі з тероризмом, міжнародною організованою злочинністю, незаконним обігом наркотичних засобів, незаконною торгівлею зброєю та технологією її виготовлення, незаконною міграцією у порядку, визначеному законом;
забезпечення безпеки функціонування установ України за кордоном, безпеки їхніх співробітників та членів їх сімей у країні перебування, а також відряджених осіб за межі України, які ознайомлені з даними, що містять державну таємницю;
вживання заходів протидії зовнішнім загрозам національній безпеці України, життю, здоров'ю її громадян та об'єктам державної власності за межами України.
| Назва           | Зображення  | Походження                  | Тип                                                             | Модель           | Кількість бортів | Зауваження |
| Гелікоптери     | Гелікоптери | Гелікоптери                 | Гелікоптери                                                     | Гелікоптери      | Гелікоптери      | Гелікоптери |
| --------------- | ----------- | --------------------------- | --------------------------------------------------------------- | ---------------- | ---------------- | --- |
| Мі-24           |             | СРСР                        | ударний гелікоптер                                              |                  | 1                | |
| Ка-32           |             | Росія                       | багатоцільовий гелікоптер                                       | Ка-32А11ВС       | 6                | Португалія передала 6 шт. 10 червня 2025 року були задіяні у гасінні пожеж у столиці.                               |
| UH-60 Blackhawk |             | США                         | багатоцільовий гелікоптер                                       | UH-60A Blackhawk | 3                | [ 33 ] |
| Sikorsky S-76A  |             | США                         | санітарний гелікоптер                                           |                  | 1                | Санітарна авіація ГУР МОУ отримала гелікоптер Sikorsky S-76A від благодійників                                      |
| Bell 427        |             | США/ Канада/ Південна Корея | багатоцільовий гелікоптер                                       |                  | 1                | Вилучений у колишнього українського політика та водночас колаборанта Віктора Медведчука                             |
| Безпілотники    |             |                             |                                                                 |                  |                  | |
| Bayraktar TB2   |             | Туреччина                   | розвідувально-ударний оперативно-тактичний безпілотний комплекс | —                | 1 комплекс       | Придбаний фондом «Повернись живим»                                                                                  |
| EOS C03 VTOL    |             | Естонія                     | розвідувальний безпілотний комплекс                             | —                | до 9             | Передавалися як волонтерська допомога.                                                                              |
| СКІФ            |             | Україна                     | розвідувальний безпілотний комплекс                             | —                | 7                | Передало міністерство цифрової трансформації спільно з Державною службою спеціального зв'язку та захисту інформації |
| Raider VTOL     |             | Україна                     | розвідувальний безпілотний комплекс                             | —                | 1                | Передані від благодійного фонду “Порт Франківськ”                                                                   |
| Raider          |             | Україна                     | розвідувально-ударний гексакоптер                               | —                | 1                | Передані від благодійного фонду “Порт Франківськ”                                                                   |
| STEN-2          |             | Україна                     | ударний коптер                                                  | —                | 5                | Передало міністерство цифрової трансформації спільно з Державною службою спеціального зв'язку та захисту інформації |
| Рубака          |             | Україна                     | Стратегічний дрон-камікадзе                                     | —                |                  | [ 40 ] |
| Сич             |             | Україна                     | ударно-розвідувальний тактичний комплекс                        | —                |                  | |

## Безпілотні авіаційні комплекси Сил безпілотних систем ЗСУ

Емблема

Сили безпілотних систем - окремий рід військ у складі Збройних сил України, що призначений для використання повітряних, морських надводних і підводних, а також наземних безпілотних та роботизованих систем. Створений 2024 року. В ряді підрозділів ЗСУ розгорнуті окремі роти наземних безпілотних комплексів, що виконують завдання на передовій. Сили безпілотних систем виконують задачі із забезпечення підрозділів дронами, їх технічною підтримкою, рекрутингом та підготовкою спеціалістів, а також плануванням військових операцій із залученням безпілотних систем. Вони також займаються збором досвіду та взаємодією з виробниками безпілотних систем.

### Розвідувальні дрони
| Назва               | Зображення          | Походження          | Тип                                                      | Модель                                   | Кількість бортів                               | Зауваження |
| Оперативно-тактичні | Оперативно-тактичні | Оперативно-тактичні | Оперативно-тактичні                                      | Оперативно-тактичні                      | Оперативно-тактичні                            | Оперативно-тактичні |
| ------------------- | ------------------- | ------------------- | -------------------------------------------------------- | ---------------------------------------- | ---------------------------------------------- | --- |
| Raybird 3           |                     | Україна             | розвідувальний оперативно-тактичний безпілотний комплекс | —                                        | 4                                              | |
| PD-2                |                     | Україна             | багатоцільовий оперативно-тактичний безпілотний комплекс | —                                        | 20+                                            | |
| Primoco One         |                     | Чехія               | цивільний розвідувальний оперативно-тактичний дрон       | —                                        | 24                                             | У 2022 Люксембург передав шість “Primoco One 150”. Німеччина передала 18 Primoco ONE. |
| Penguine MK2        |                     | США                 | розвідувальний оперативно-тактичний безпілотний комплекс | —                                        | 4                                              | |
| Н6 Poseidon         |                     | Кіпр                | розвідувальний оперативно-тактичний безпілотний комплекс | —                                        | 2                                              | Передані як волонтерська допомога |
| ScanEagle           |                     | США                 | розвідувальний оперативно-тактичний безпілотний комплекс | —                                        | 15 комплексів (60 БпЛА)                        | Надійшли у пакеті військової допомоги США у серпні 2022 |
| Luna NG             |                     | Німеччина           | розвідувальний оперативно-тактичний безпілотний комплекс | —                                        | 1                                              | Отриманий в кінці 2023 в рамках військової допомоги від Німеччини. |
| ROCHEN VT-4         |                     | Німеччина           | розвідувальний оперативно-тактичний дрон                 |                                          | 2                                              | Надається урядом Німеччини |
| ГОР                 |                     | Україна             | розвідувальний оперативно-тактичний безпілотний комплекс | —                                        | 10+                                            | Допущений до експлуатації у 2023 році. |
| Songbird            |                     | Німеччина           | розвідувальний оперативно-тактичний дрон                 | невідомо                                 | 211                                            | Надається урядом Німеччини |
| Тактичні            |                     |                     |                                                          |                                          |                                                | |
| SHARK               |                     | Україна             | розвідувальний безпілотний комплекс                      | —                                        | 72                                             | Передані як волонтерська допомога |
| H10 Poseidon        |                     | Кіпр                | розвідувальний безпілотний комплекс                      | Mk II                                    | 44                                             | Передані як волонтерська допомога |
| Лелека-100          |                     | Україна             | розвідувальний безпілотний комплекс                      | —                                        |                                                | Прийнятий на озброєння в травні 2021 року. |
| Фурія               |                     | Україна             | розвідувальний безпілотний комплекс                      | —                                        | близько 300                                    | На озброєнні з 2020 року. По 2-3 апарати у складі комплексу. До 2020 року силовим структурам України надано понад 100 комплексів. Частина на озброєнні артилерійських та ракетних бригад Сухопутних військ.            |
| Flirt Cetus         |                     | Україна             | розвідувальний безпілотний комплекс                      | —                                        |                                                | Закуповуються в рамках кампанії “Армія дронів” |
| Bramor C4EYE        |                     | Словенія            | розвідувальний безпілотний комплекс                      |                                          |                                                | Отримано від словенського виробника C-Astral в кінці 2023 року |
| СКІФ                |                     | Україна             | розвідувальний безпілотний апарат                        | 80                                       | Закуповуються в рамках кампанії “Армія дронів” | |
| Avenger             |                     | Україна             | розвідувальний безпілотний апарат                        |                                          | 15                                             | Передані військовій частині А4742 батальйону безпілотної авіації Сил ТрО від ініціативи Світового Конґресу Українців Unite With Ukraine                                                                                |
| RQ-35 Heidrun       |                     | Данія               | розвідувальний безпілотний апарат                        |                                          | 724                                            | Військова допомога: - 25 од. передані урядом Данії у 2022 році - 15 од. придбані та доставлені у січні 2024 року на кошти зібрані актором, та амбасадором United24 Марком Геміллом - 684 од. передані урядом Німеччини |
| Spectator           |                     | Україна             | розвідувальний безпілотний комплекс                      | —                                        | 30                                             | На озброєнні з 2019 року. |
| Mini Shark          |                     | Україна             | розвідувальний безпілотний комплекс                      | —                                        | 2                                              | |
| Quantum Vector      |                     | Німеччина           | розвідувальний дрон                                      | —                                        | 619                                            | Надаються урядом Німеччини з травня 2022 року |
| Мара                |                     | Україна             | розвідувальний безпілотний комплекс                      | —                                        | 3                                              | |
| Sirko               |                     | Україна             | розвідувальний безпілотний комплекс                      | —                                        |                                                | Закуповуються в рамках кампанії “Армія дронів” |
| Golden Eagle        |                     | Ізраїль             | дрон гелікоптерного типу                                 | —                                        | 60                                             | Надається урядом Німеччини |
| АСУ-1 «Валькірія»   |                     | Україна             | розвідувальний безпілотний комплекс                      | —                                        | 10                                             | |
| FlyEye              |                     | Польща              | розвідувальний безпілотний комплекс                      | —                                        | 2                                              | Використовуються ЗСУ з початку війни на Сході України. |
| Hornet XR           |                     | Литва               | розвідувальний безпілотний комплекс                      | —                                        | сотні                                          | |
| RQ-20 Puma          |                     | США                 | розвідувальний безпілотний комплекс                      | —                                        |                                                | Надійшли у пакеті допомоги від США у 2022 році. |
| Microvisor SM7      |                     | Україна             | розвідувальний безпілотний комплекс                      | —                                        |                                                | На озброєнні з 2015 року. |
| RQ-11 Raven         |                     | США                 | розвідувальний безпілотний комплекс                      | RQ-11B                                   | близько 72                                     | На озброєнні з 2016 року. По 3 апарати у складі комплексу. Отримано у 2016 році у складі 24 комплексів як допомогу від США. Частина на озброєнні механізованих бригад Сухопутних войск.                                |
| Шмавік              |                     | Україна             | розвідувально-ударний коптер                             |                                          |                                                | [ 75 ] |
| DJI Matrice         |                     | КНР                 | розвідувальний коптер                                    | M30 T M300                               |                                                | |
| DJI Mavic           |                     | КНР                 | розвідувальний коптер                                    | 3T Thermal 3 Enterprise 3 Fly More Combo |                                                | |
| Autel               |                     | КНР                 | розвідувальний коптер                                    | EVO MAX 4T                               |                                                | В жовтні 2023 року замовлено 1912 коптерів Autel EVO MAX 4T в рамках кампанії “Армія дронів”. |

### Дрони-бомбардувальники
| Назва            | Зображення | Походження | Тип                                                                         | Модель | Кількість бортів | Зауваження |
| ---------------- | ---------- | ---------- | --------------------------------------------------------------------------- | ------ | ---------------- | --- |
| Punisher         |            | Україна    | легкий ударно-розвідувальний безпілотний комплекс                           | —      | 8+               | |
| Великий Бандерик |            | Україна    | дрон-бомбардувальник коптерного типу                                        | —      |                  | Допущений до експлуатації Міністерством оборони України у квітні 2023 року.                                                                                          |
| Кажан            |            | Україна    | дрон-бомбардувальник коптерного типу                                        | —      | 8+               | Придбані для ДШВ ЗСУ благодійним фондом «Повернись живим». Також використовується батальйоном безпілотних систем «Небесна кара» 54-ої окремої механізованої бригади. |
| Nemesis          |            | Україна    | дрон-бомбардувальник коптерного типу                                        | —      |                  | Використовується в 412-му окремому батальйоні безпілотних систем |
| Heavy Shot       |            | Україна    | дрон-бомбардувальник коптерного типу                                        | —      | 206              | |
| Бомбер           |            | Україна    | дрон-бомбардувальник коптерного типу                                        | —      |                  | Закуповуються в рамках кампанії “Армія дронів” |
| R34              |            | Україна    | дрон-бомбардувальник коптерного типу                                        | —      |                  | |
| Vampire          |            | Україна    | дрон-бомбардувальник коптерного типу                                        | —      | 350              | |
| Queen Hornets    |            | Україна    | бомбардувальник, транспортний, носій дронів, ретранслятор, мінер, камікадзе | —      | 100+             | |
| R18              |            | Україна    | дрон-бомбардувальник коптерного типу                                        | —      |                  | |
| Кошмарик         |            | Україна    | дрон-бомбардувальник коптерного типу                                        | —      | 4 тис.           | |
| Чорна вдова      |            | Україна    | дрон-бомбардувальник коптерного типу                                        | —      |                  | Міністерство оборони України кодифікувало та допустило до постачання у ЗСУ у вересні 2024 року                                                                       |

### Дрони-камікадзе
| Назва                 | Зображення  | Походження  | Тип                                 | Модель                          | Кількість бортів | Зауваження |
| Стратегічні           | Стратегічні | Стратегічні | Стратегічні                         | Стратегічні                     | Стратегічні      | Стратегічні |
| --------------------- | ----------- | ----------- | ----------------------------------- | ------------------------------- | ---------------- | --- |
| E-300 Enterprise      |             | Україна     | дрон-камікадзе                      | —                               |                  | |
| FP-1                  |             | Україна     | дрон-камікадзе                      | —                               |                  | |
| Aeroprakt A-22 Foxbat |             | Україна     | дрон-камікадзе                      | —                               |                  | |
| Лютий                 |             | Україна     | дрон-камікадзе                      | —                               |                  | |
| Морок                 |             | Україна     | дрон-камікадзе                      | —                               |                  | |
| Mugin 5               |             |             | дрон-камікадзе                      | —                               |                  | |
| Бобер                 |             | Україна     | дрон-камікадзе                      | —                               |                  | |
| UJ-22 Airborne        |             | Україна     | багатоцільовий безпілотний комплекс | —                               |                  | |
| Phoenix Ghost         |             | США         | дрон-камікадзе                      | Disruptor Dominator             | 700+ апаратів    | |
| Чаклун-В              |             | Україна     | дрон-камікадзе                      | —                               |                  | Застосовувався в атаці в ніч на 21 січня 2025 року по Смоленському авіаційному заводу.                                       |
| HaKi-20               |             | Україна     | дрон-приманка                       | —                               |                  | |
| Тактичні              |             |             |                                     |                                 |                  | |
| Обрій                 |             | Україна     | дрон-приманка                       | —                               |                  | Закуповуються в рамках кампанії “Армія дронів”                                                                               |
| HF-1                  |             | Німеччина   | баражуючий боєприпас                | —                               | 1050             | Надається урядом Німеччини                                                                                                   |
| Switchblade           |             | США         | баражуючий боєприпас                | Switchblade 300 Switchblade 600 | >700             | Надійшли у пакеті допомоги від США у 2022 році.                                                                              |
| RAM II UAV            |             | Україна     | дрон-камікадзе                      | —                               |                  | |
| Дартс                 |             | Україна     | дрон-камікадзе                      | —                               |                  | |
| Grey Widow 1          |             | Україна     | дрон-камікадзе                      | —                               |                  | |
| PPDS                  |             | Австралія   | багатофункціональний дрон           | —                               |                  | |
| Warmate               |             | Польща      | дрон-камікадзе                      | —                               |                  | Надійшли на озброєння у 2022 році. Частина передана як допомога від Польщі, а частину закупила держава та волонтери          |
| PHOLOS                |             | Чехія       | баражуючий боєприпас                | —                               |                  | Надійшли на озброєння у 2022 році.                                                                                           |
| FPV-коптери           |             |             |                                     |                                 |                  | |
| SkyKnight 2           |             | Україна     | камікадзе, бомбардувальник          | —                               |                  | Отримав допуск до експлуатації в Міністерстві оборони України.                                                               |
| Генерал Черешня       |             | Україна     | камікадзе, перехоплювач             | —                               |                  | 23 квітня 2025 року Міністерство оборони України кодифікувало та допустило до експлуатації.                                  |
| Веспа-15              |             | Україна     | камікадзе на оптоволокні            | —                               |                  | 16 травня 2025 року Міністерство оборони України кодифікувало та допустило до експлуатації.                                  |
| Громило Оптик         |             | Україна     | камікадзе на оптоволокні            | —                               |                  | У квітні 2025 року Міністерство оборони України кодифікувало та допустило до експлуатації.                                   |
| Shuriken 10           |             | Україна     | камікадзе 10 дюймів                 | —                               |                  | 6 червня 2024 року український гурт Kozak System передав 1000 дронів. Також закуповуються Благодійним фондом Сергія Притули. |
| Мамонт                |             | Україна     | камікадзе 10 дюймів                 | —                               |                  | Закуповуються Благодійним фондом Сергія Притули.                                                                             |
| Громило               |             | Україна     | камікадзе 10 дюймів                 | —                               |                  | 1 лютого 2025 року Міністерство оборони України кодифікувало та допустило до експлуатації.                                   |
| Phoenix 03 Heavy UCAV |             | Україна     | камікадзе                           | —                               | 100              | Закуплені в рамках кампанії “Армія дронів”                                                                                   |
| Мольфар 8             |             | Україна     | камікадзе                           | —                               | 3                | «Повернись живим» у серпні 2024 року придбав 3 комплекси для 44-ї окремої артилерійської бригади.                            |
| Вихор                 |             | Україна     | камікадзе                           | —                               |                  | 18 листопада 2024 року Міністерство оборони України кодифікувало та допустило до експлуатації.                               |
| KH-S7                 |             | Україна     | камікадзе                           | —                               |                  | У вересні 2023 року Міністерство оборони України допустило до експлуатації.                                                  |
| Shrike                |             | Україна     | камікадзе                           | —                               | 1500+            | 28 жовтня 2023 року понад 1500 дронів передано в рамках кампанії “Армія дронів”.                                             |
| Діатон                |             | Україна     | камікадзе 8 дюймів                  | —                               |                  | Закуповуються Благодійним фондом Сергія Притули.                                                                             |
| Хижак                 |             | Україна     | камікадзе 8 дюймів                  | —                               |                  | Закуповуються Благодійним фондом Сергія Притули.                                                                             |
| Буцефал               |             | Україна     | камікадзе 8 дюймів                  | —                               |                  | Закуповуються Благодійним фондом Сергія Притули.                                                                             |

### Інше
| Назва                   | Зображення | Походження      | Тип                                                        | Модель   | Кількість бортів | Зауваження                                                             |
| Вантажні                | Вантажні   | Вантажні        | Вантажні                                                   | Вантажні | Вантажні         | Вантажні                                                               |
| ----------------------- | ---------- | --------------- | ---------------------------------------------------------- | -------- | ---------------- | ---------------------------------------------------------------------- |
| Malloy Aeronautics T150 |            | Велика Британія | вантажний коптер                                           |          |                  | Надано урядом Великої Британії                                         |
| Дрони-перехоплювачі     |            |                 |                                                            |          |                  |                                                                        |
| Fortem DroneHunter F700 |            | США             | система протидії безпілотникам                             |          | 6                | Закуплені в рамках кампанії “Армія дронів”                             |
| Interceptor             |            | Україна         | дрон-перехоплювач літакового типу                          |          |                  | [ 116 ]                                                                |
| Техно Тарас (Тарас П)   |            | Україна         | дрон-перехоплювач літакового типу                          |          |                  | Закуповується фондом "Сергія Притули"                                  |
| Чаклун                  |            | Україна         | дрон-перехоплювач літакового типу, корегувальник артилерії |          |                  | Міноборони кодифікувало і допустило до постачання 16 жовтня 2024 року. |
| Аеростати               |            |                 |                                                            |          |                  |                                                                        |
| Aerobavovna             |            | Україна         | аеростат                                                   |          |                  | Використовуються як ретранслятори зв'язку та керування дронами         |

## Трофеї
| Модель        | Зображення | Виробництво | Тип                                       | Модифікація                              | Кількість | Зауваження                                                                                              |
| ------------- | ---------- | ----------- | ----------------------------------------- | ---------------------------------------- | --------- | --- |
| Орлан-10      |            | Росія       | багатофункціональний безпілотний комплекс | розвідувальний радіоелектронної боротьби | 17        | Захоплені у 2022 році у війні з РФ. - розвідувальний — 16 од. на 18.05.2022 - РЕБ — 1 од. на 18.05.2022 |
| Елерон-3      |            | Росія       | розвідувальний безпілотний комплекс       | —                                        | 6         | Захоплені у 2022 році у війні з РФ. - Елерон-3 — 6 од. на 18.05.2022                                    |
| Тахіон        |            | Росія       | розвідувальний БпЛА                       | —                                        | 2         | Захоплені у 2022 році у війні з РФ. - Тахіон — 1 од. на 18.05.2022                                      |
| ZALA 421-16Е2 |            | Росія       | розвідувальний БпЛА                       | —                                        | 1         | Захоплені у 2022 році у війні з РФ. - ZALA 421-16Е2 — 1 од. на 18.05.2022                               |
| Е95М          |            | Росія       | БпЛА-мішень                               | —                                        | 1         | Захоплені у 2022 році у війні з РФ. - Е95М — 1 од. на 18.05.2022                                        |

## Перспективна техніка
| Модель  | Зображення | Виробництво | Тип                | Модифікація | Кількість | Зауваження                                                                 |
| ------- | ---------- | ----------- | ------------------ | ----------- | --------- | -------------------------------------------------------------------------- |
| Ан-178  |            | Україна     | транспортний літак | Ан-178-100Р | 3         | Виробництво призупинене з 2022 року                                        |
| ASC 890 |            | Швеція      | літак ДРЛВ         | —           | 2         | Україна отримає літаки ASC 890 після модифікації F-16 для взаємодії з ними |

## Боєприпаси
| Тип                         | Фото                     | Виробництво/Країна        | Призначення                                             | Варіант                  | Вага/Калібр              | Примітки |
| Ракети «повітря-повітря»    | Ракети «повітря-повітря» | Ракети «повітря-повітря»  | Ракети «повітря-повітря»                                | Ракети «повітря-повітря» | Ракети «повітря-повітря» | Ракети «повітря-повітря»                                                                                     |
| --------------------------- | ------------------------ | ------------------------- | ------------------------------------------------------- | ------------------------ | ------------------------ | --- |
| AIM-120 AMRAAM              |                          | США                       | ракета середньої дальності                              | —                        |                          | |
| Р-27                        |                          | Україна                   | ракета середньої дальності                              | —                        |                          | |
| Р-73                        |                          | СРСР                      | ракета малої дальності                                  | —                        |                          | |
| AIM-9 Sidewinder            |                          | США                       | ракета ближнього радіусу дії                            | AIM-9L AIM-9X Block II   |                          | |
| Ракети «повітря-поверхня»   |                          |                           |                                                         |                          |                          | |
| Storm Shadow / Scalp EG     |                          | Велика Британія / Франція | крилата ракета великої дальності                        | —                        |                          | Передані Великою Британією та Францією як військова допомога у 2023 році.                                    |
| Х-59                        |                          | СРСР                      | керована ракета середньої дальності                     | —                        |                          | |
| AGM-65 Maverick             |                          | США                       | керована ракета малої дальності                         | —                        |                          | |
| Х-29                        |                          | СРСР Україна              | керована ракета малої дальності                         | —                        |                          | |
| Х-25                        |                          | СРСР                      | керована ракета малої дальності                         | —                        |                          | |
| AGM-88 HARM                 |                          | США                       | протирадіолокаційна керована ракета середньої дальності | —                        |                          | |
| Х-58                        |                          | СРСР                      | протирадіолокаційна керована ракета середньої дальності | —                        |                          | |
| Х-28                        |                          | СРСР                      | протирадіолокаційна керована ракета середньої дальності | —                        |                          | |
| Х-25МП                      |                          | СРСР                      | протирадіолокаційна керована ракета малої дальності     | —                        |                          | |
| ADM-160 MALD                |                          | США                       | ракета-приманка                                         | ADM-160B MALD            |                          | |
| Некеровані авіаційні ракети |                          |                           |                                                         |                          |                          | |
| С-25                        |                          | СРСР                      | некерована ракета                                       | —                        | 420/266мм                | |
| С-24                        |                          | СРСР                      | некерована ракета                                       | —                        | 240мм                    | |
| Zuni                        |                          | США                       | некерована ракета                                       | —                        | 127мм                    | Постачаються США з 2023 року.                                                                                |
| С-13                        |                          | СРСР                      | некерована ракета                                       | —                        | 122мм                    | |
| РС-80                       | —                        | Україна                   | некерована ракета                                       | —                        | 80мм                     | [ 131 ] |
| С-8                         |                          | СРСР                      | некерована ракета                                       | —                        | 80мм                     | |
| Fadak 2                     |                          | Іран                      | некерована ракета                                       | —                        | 80мм                     | |
| Hydra 70                    |                          | США                       | некерована ракета                                       | —                        | 70мм                     | [ 133 ] |
| С-5                         |                          | СРСР                      | некерована ракета                                       | —                        | 57мм                     | |
| Керовані авіаційні бомби    |                          |                           |                                                         |                          |                          | |
| AGM-154 JSOW                |                          | США                       | Керована авіаційна бомба                                | —                        | 500-кілограмова          | [ 134 ] |
| Mark 83 з JDAM-ER           |                          | США                       | Керована авіаційна бомба                                |                          | 454-кілограмова          | [ 135 ] |
| AASM Hammer                 |                          | Франція                   | Модульна зброя класу «повітря-земля»                    | AASM-250                 | 250-кілограмова          | За 2024 рік Франція планує передати 600 одиниць, передаючи партіями по 50 одиниць з січня 2024 року.         |
| GBU-62 JDAM-ER              |                          | США                       | Керована авіаційна бомба                                |                          | 230-кілограмова          | Отримана з 500-фунтової GBU-38/B JDAM                                                                        |
| GBU-12 Paveway II           |                          | США                       | Керована авіаційна бомба з лазерним наведенням          | —                        | 230-кілограмова          | |
| GBU-39                      |                          | США                       | Легка керована високоточна авіаційна бомба              | —                        | 130-кілограмова          | Українські Повітряні Сили адаптували радянські бойові літаки під застосування американських авіабомби GBU-39 |
| Авіаційні бомби             |                          |                           |                                                         |                          |                          | |
| БетАБ-500                   |                          | СРСР                      | Бетонобійна бомба                                       | —                        | 500-кілограмова          | [ 140 ] |
| ФАБ-500                     |                          | СРСР                      | Бомба                                                   | —                        | 500-кілограмова          | |
| Mark 83                     |                          | США                       | Бомба                                                   | —                        | 460-кілограмова          | [ 141 ] |
| ФАБ-250                     |                          | СРСР                      | Бомба                                                   | —                        | 250-кілограмова          | |
| ФАБ-100                     |                          | СРСР                      | Бомба                                                   | —                        | 100-кілограмова          | |
| П-50Т                       |                          | СРСР                      | Практична бомба                                         | —                        | 50-кілограмова           | [ 142 ] |
| Mark 81                     |                          | США                       | Бомба                                                   | —                        | 44-кілограмова           | Передані Францією в 2024 році.                                                                               |